# Queimadas (Cap-Vert)
Pour les articles homonymes, voir Queimadas.
Queimadas est un village de l'île de São Nicolau au Cap-Vert..

## Géographie
Queimadas est au centre de l'île de São Nicolau.
Elle est située à 3 km au nord-ouest de Ribeira Brava et elle fait partie de la municipalité de Ribeira Brava et de la freguesia de Nossa Senhora da Lapa.
Le village est divisé en deux parties, la partie haute (Cima) et la partie basse (Baixo).
Les localités voisines sont Fajã de São Nicolau au nord-ouest, Estância de Bras au nord, toutes deux situées dans la même freguesia, Carvoeiros au nord-est, Talho au sud et Cachaço au sud-ouest.
Queimadas est traversé par la route nationale EN3-SN06 (Carvoeiros - Queimadas - Fajã de Baixo).

## Subdivisions
- Cerrado
- Lombo
- Lombo Terra Branca
- Maria Santinha
- Moral
- Paula Vicente
- Ribeirinha
- Terra Branca
- Terra Quebrada
- Tras de Lombo
- Tucudo
- Vermelho

## Population
En 2010, Queimadas comptait 877 habitants.

## Galerie

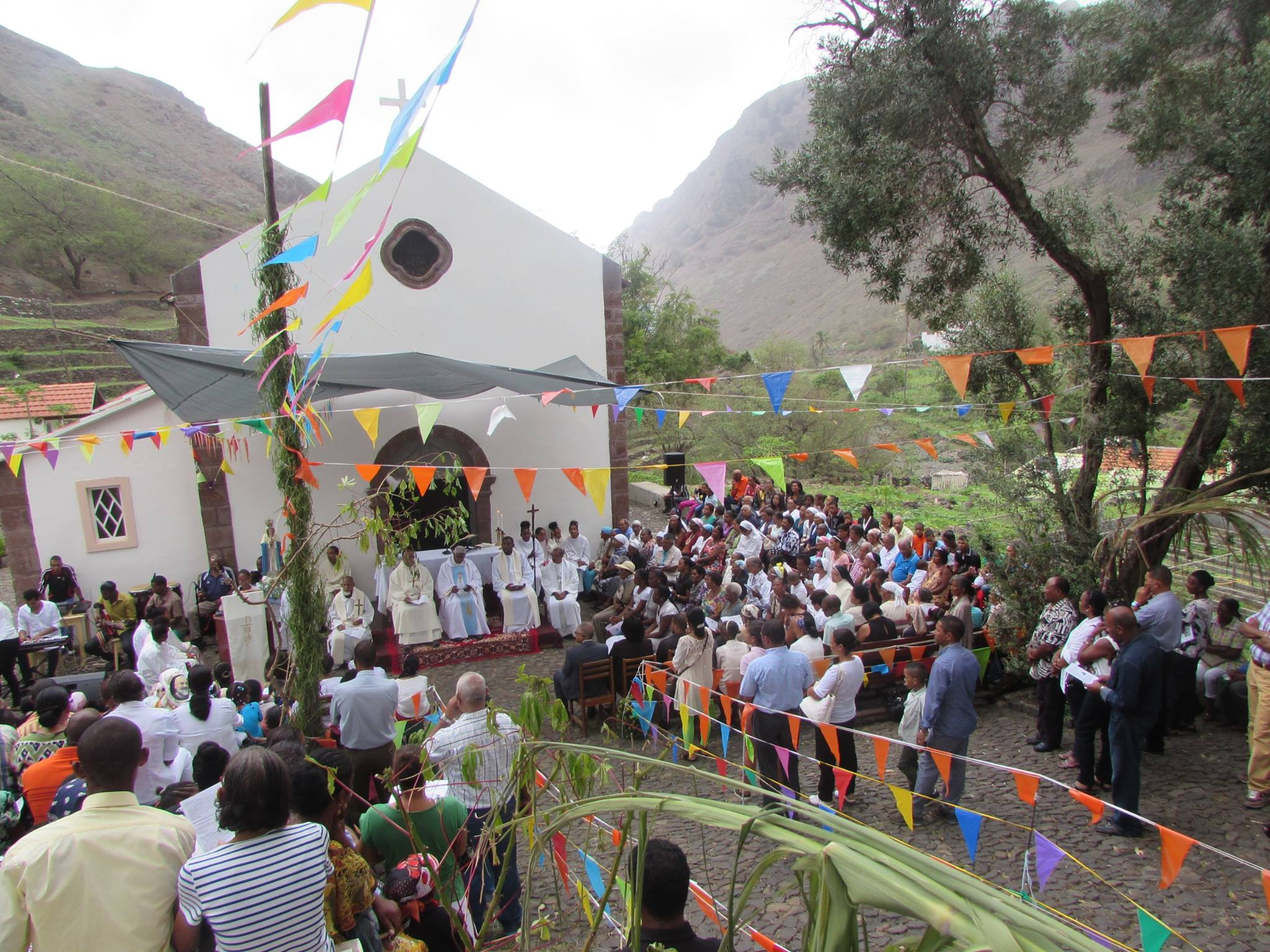
Cérémonie  religieuse à Queimadas.
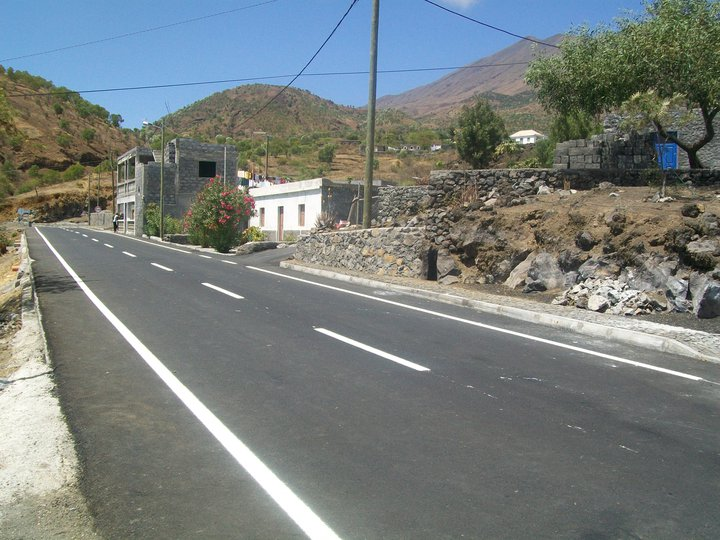
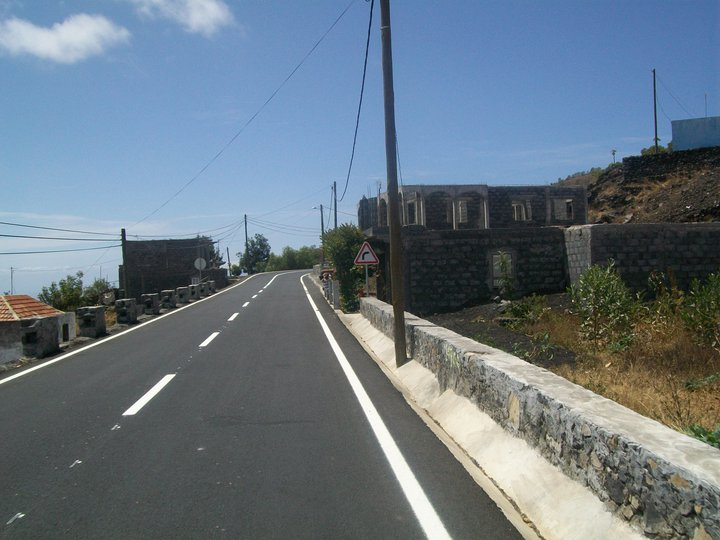